# Canuto (chanteur)
Pour les articles homonymes, voir Canuto.
Canuto nom de scène de Deocleciano da Silva Paranhos, né en 1903 et mort le 27 novembre 1932 à Rio de Janeiro, est un compositeur, chanteur et instrumentiste.

## Biographie
Deocleciano da Silva Paranhos naît en 1903.
Il est actif dans les années 1910 et 1920. L'un de ses plus grands succès est la samba Vou à Penha rasgado, jouée lors du festival de Penha dans les années 1920. En 1927, sa chanson Canção antiga est enregistrée par Francisco Alves sur Odeon.
Il fréquente d'importants lieux de musique tels que le Ponto Cém Réis à Vila Isabel, où il fréquente Noel Rosa, Braguinha et d'autres. Il meurt le 27 novembre 1932 à Rio de Janeiro.